# Шумака
Шумнатица е защитена местност в България. Разположена е в землището на село Сливовик, област Монтана.
Разположена е на площ 0,5 ha. Обявена е на 22 ноември 2001 г. с цел опазване на с характерни местообитанията и популациите на растителни видове с ограничено разпространение в природата и опазване на редкия растителен вид полско котенце (Pulsatilla Pratensis).
На територията на защитената местност се забраняват:
- промяна в режима на стопанисване;
- паленето на суха трева;
- пашата преди 15 юни;
- брането на букети, събирането на билки, както и изкореняване или увреждане по какъвто и да било начин на екземплярите на защитения вид полско котенце.[1]